# Штернберг (герб)
Штернберг (пол. Sternberg) — польский дворянский герб.

## Описание
В лазоревом поле золотая восьмиугольная звезда.
На щите дворянский коронованный шлем. Нашлемник: павлиний хвост. Намет на щите лазоревый, подложенный золотом.

## Герб используют
Bożowski, Dąbski, Dębski, Gaszyński, Golański, Gołąski, Gorski, Górski, Gurski, Jastrzębski, Kostka, Pomorski, Powidzki, Schewe, Siewnicki, Sławiński, Stemberg, Штернберки (Sternberg), Stojałowski, Sztemborski, Temberski, Ternberski, Witkowski, Witowski, Wittyk, Wolski, Żabieński, Żabiński